# Freisinger Moos

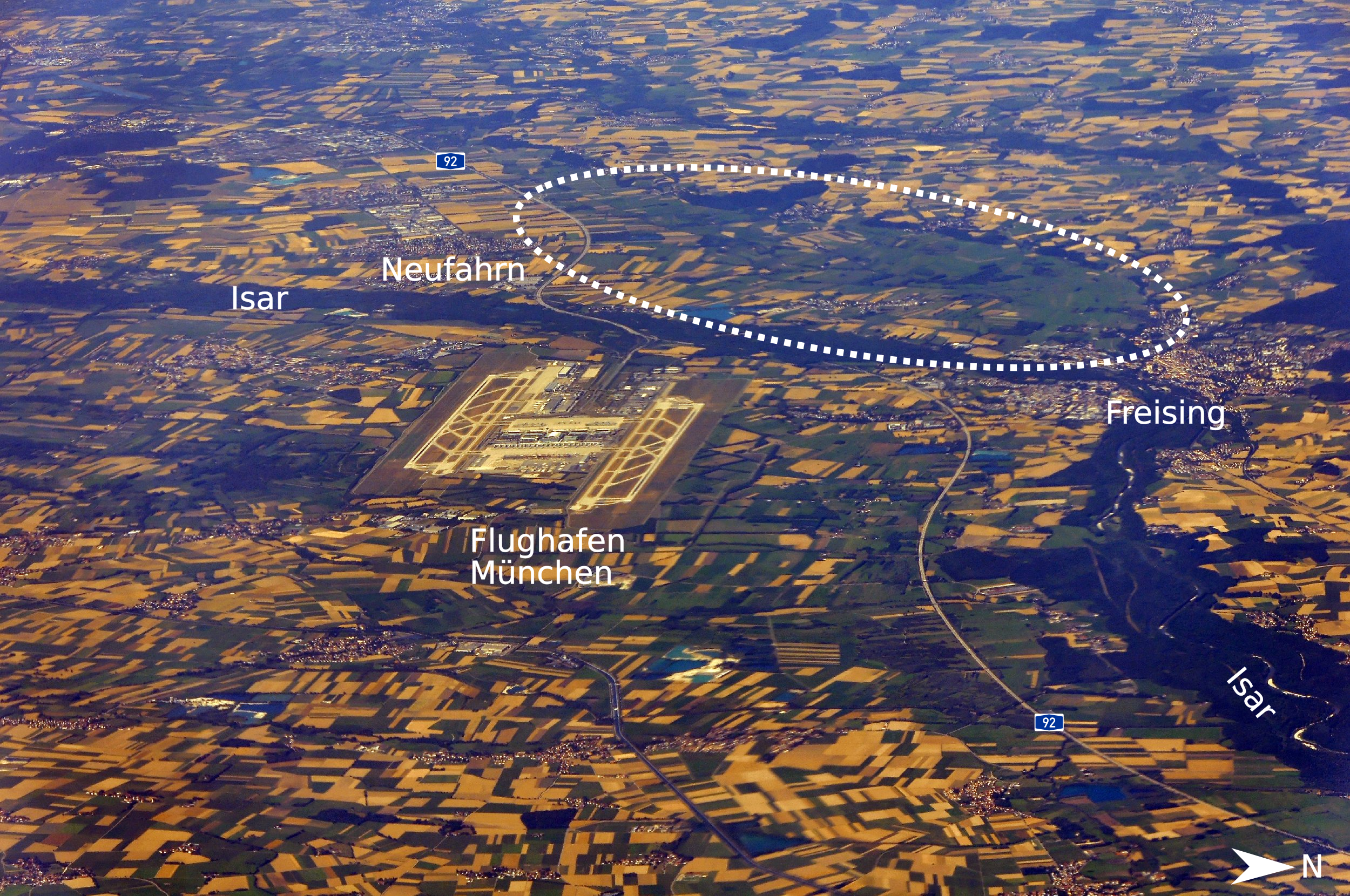
Hervorhebung des Freisinger Mooses auf einem Luftbild

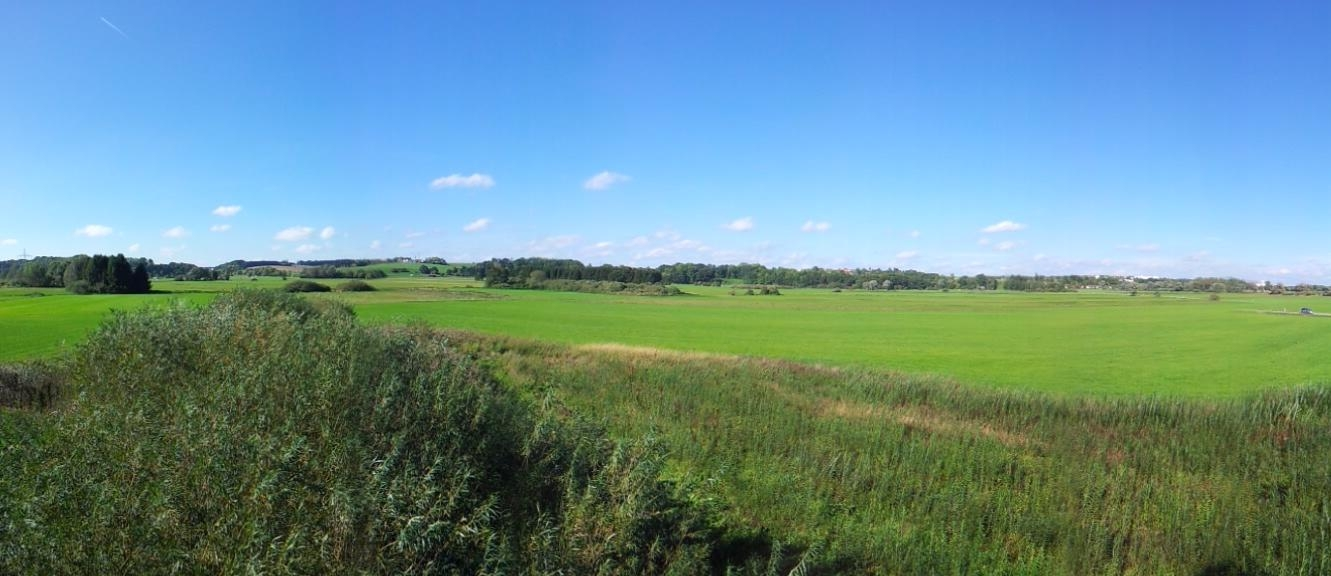
Blick vom Beobachtungsturm über das Moos in Richtung Nordosten

Das Freisinger Moos ist eines der größten noch erhaltenen Niedermoorgebiete Bayerns. Es befindet sich im Landkreis Freising, im Bereich der Stadt Freising und der Gemeinde Neufahrn und umfasst eine Fläche von ca. 3000 ha. Das Moos wird von der Moosach durchflossen; begrenzt wird es von Vötting (Stadt Freising), Giggenhausen, Massenhausen, Neufahrn und Pulling.
Geologisch ist es Bestandteil der Münchner Schotterebene, war ursprünglich Überschwemmungsgebiet der Isar, neben Dachauer Moos und Erdinger Moos.
Zu Beginn des 20. Jahrhunderts fanden massive Eingriffe in den Wasserhaushalt durch Entwässerungsmaßnahmen statt. Dennoch ist der Mooscharakter noch weitgehend erhalten. Kleine Torfstiche, Streuwiesen, Nass- und Feuchtwiesen mit extensiver Landwirtschaft prägen die Landschaft und bieten einer Vielzahl niedermoortypischen Pflanzen- und Tierarten Lebensraum. Auch stark gefährdete Pflanzen- und Tierarten – wie der Große Brachvogel und viele Orchideen-Arten – kommen hier vor; dadurch hat das Freisinger Moos als Lebensraum landesweite Bedeutung.
Im nördlichen Bereich des Freisinger Mooses befindet sich das Trinkwasserschutzgebiet der Stadt Freising.
Naturschutzverbände wie der Bund Naturschutz, Landesbund für Vogelschutz und Landschaftspflegeverband versuchen, die Struktur der Landschaft zu erhalten – verschiedene Maßnahmen, Projekte und Naturschutzförderprogramme erfolgten hierzu. Nördlich von Pulling wurde ein Beobachtungsturm errichtet⊙. Durch einen Teil des Mooses wurde 2015 bis 2022 nahe der Stadt Freising die Westtangente Freising gebaut. Das südlichere Teilgebiet liegt in der Einflugschneise des Münchner Flughafens und ist dementsprechend stark von Fluglärm betroffen. Bis zur Eröffnung des Flughafens lag bei Giggenhausen der Segelflugplatz Lange Haken.